# Leptobrachium montanum
Leptobrachium montanum är en groddjursart som beskrevs av Fischer 1885. Leptobrachium montanum ingår i släktet Leptobrachium och familjen Megophryidae. IUCN kategoriserar arten globalt som livskraftig. Inga underarter finns listade i Catalogue of Life.